# Wellsville (Nova Iorque)
Wellsville é uma aldeia do estado norte-americano de Nova Iorque, localizada no Condado de Allegany.

## Geografia
De acordo com o United States Census Bureau, a aldeia tem uma área de 6,2 km².

## Demografia
Segundo o censo nacional de 2010, a sua população é de 4 679 habitantes, e sua densidade populacional é de 750 hab/km².